# Der Mann und die Schlange

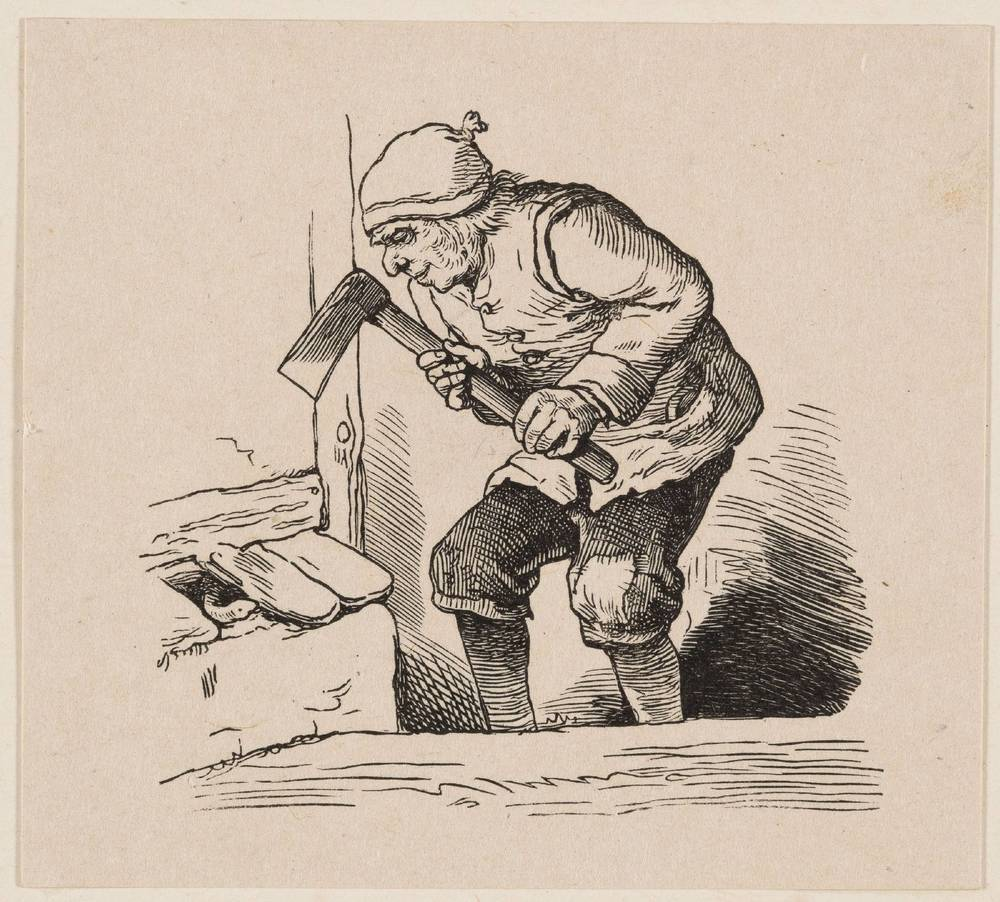
Holzschnitt, Ludwig Richter

Der Mann und die Schlange ist ein Tiermärchen (AaTh 285 A). Es steht in Ludwig Bechsteins Deutschem Märchenbuch an Stelle 57 (1845 Nr. 72) und stammt aus Antonius von Pforrs Das Buch der Beispiele der alten Weisen (Kap. 4: Die undankbare Schlange). Zudem ist es in ähnlicher Form auch im serbischen, bulgarischen, griechischen und mazedonischen Sprachraum bekannt.

## Inhalt

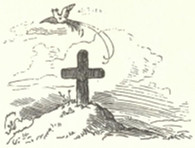
Holzschnitt, Ludwig Richter

Ein Mann hat eine Schlange im Haus, das soll Glück bringen. Wie er mit Kopfweh einmal sonntags allein daheimbleibt, sieht er sie heimlich durchs Haus kriechen und Gift ins Essen spucken. Er vergräbt das Essen und wartet mit der Axt neben ihrem Loch, um sie zu töten, doch sie fährt schnell zurück. Auf Zureden seiner Frau, versucht er den Friedensschluss, ein Nachbar ist Zeuge. Doch die Schlange lehnt ab: Beider Vertrauen sei zerstört, sie will nur freies Geleit. Die Maus, die dies dem Raben erzählt, und der doch ihr Freund sein will, erzählt noch etwas.
Bulgarische Version
Ein Weinbauer besaß einen Weinberg, in dessen Nähe eine große Schlange lebte. Er beschloss ihr Gutes zu tun und stellte ihr jeden Tag eine Schale mit frischer Milch hin, wofür er jedes Mal ein Goldstück zum Dank bekam. Nach einigen Jahren rief er seinen Sohn zu sich und erzählte ihm von der Schlange, woraufhin der Sohn begann der Schlange die Milch zu bringen. Eines Tages jedoch entschied der Sohn, dass es besser wäre die Schlange zu töten, um unter dem Steinhaufen, in dem diese lebt, nach dem dort vermuteten Goldschatz zu graben. Mit einem Stock versuchte er seinen Plan in die Tat umzusetzen, verfehlte jedoch sein Ziel und schlug der Schlange lediglich eine Handbreit ihres Schwanzes ab. Die Schlange dagegen biss den Sohn mit ihren giftigen Zähnen, infolgedessen dieser stab. Nach langer Zeit entschloss sich der Weinbauer wieder Frieden mit der Schlange zu schließen, doch diese lehnte ab und meinte „was immer der Mensch auch tut, stehts sollte er die Folgen bedenken!“.
In einer weiteren bulgarischen Version sowie einer mazedonischen Version dieses Märchens sind es zwei Brüder, die zwei Söhne haben, von denen der eine den anderen aufstachelt die Schlange zu töten, woraufhin letzterer stirbt. In einer griechischen Version tritt das kleine Kind des Mannes aus Versehen auf die Schlange und stirbt.

## Herkunft
Der Text folgt auf Nr. 56 Das Mäuslein Sambar oder die treue Freundschaft der Tiere und stammt wie dieser aus Antonius von Pforrs Das Buch der Beispiele der alten Weisen, einer Übertragung des indischen Panchatantra. Es folgen Nr. 58 Der Hahn und der Fuchs, Nr. 59 Die Lebensgeschichte der Maus Sambar.
Positiver ist die Schlange in Bechsteins Das Natterkrönlein, Die Schlange mit dem goldnen Schlüssel, Schlange Hausfreund und Die Schlangenamme.
Die bulgarische Version wurde aus der Umgebung von Veliko Târnovo von Stojan Sirakov aufgezeichnet und in seinem 1902 erschienenen Werk Prikaznik sâs stichotvorenija i prikazki auf Seite 15 veröffentlicht. Das Märchen ist unter dem Aarne/Thompson-Typ 285 D einzuordnen (Schlange verweigert Versöhnung). Eine serbische Version wurde von Vuk Karadžić veröffentlicht, der es aus einem Werk J. Muškatirovićs aus dem Jahr 1807 übernommen hatte. Der ukrainische Nationalheld und Kosakenhauptmann Bogdan Chmelnytzkyj (um 1590–1657) soll diese Fabel im Jahre 1655 dem Abgesandten des polnischen Königs Jan Władysław erzählt haben, um ihm damit anzudeuten, dass es zwischen Polen und Russen keine Freundschaft mehr geben könne.
Georgios A. Megas bezog seine griechische Version aus dem Laographischen Archiv der Akademie Athen (Ms. 230 132). Diese Version wurde 1884 von Symeon Manassides in Chatzigyrion, Ost-Thrakien aufgezeichnet und erhielt im Deutschen den Titel Der Hirt und die Schlange. Als Vergleiche nennt Megas Aesop Halm 96b, Chambry 81, Hausrath 51 und Perry 51. Zudem merkt er an, dass die Fabel bekanntlich auch im indischen Pantschatantra vorkommt, sie nach Johannes Boltes und Georg Polivkas Anmerkungen zu den Kinder- und Hausmärchen der Brüder Grimm (Leipzig 1915–1932, Band 2 462) aber eine Erfindung der Griechen sein muss. Als weitere Literatur dazu nennt Megas Politis, Parad II 1096 f., seinen Artikel in Humaniora 198–205 und Laogr XVIII 476 f. Eine mazedonische Version des Märchens, die im Deutschen den Titel Die Schlange und das Grab trägt, wurde von Kuzman Anastasov Šapkarev aus der Umgebung von Kičevo aufgezeichnet und findet sich in seinem Werk Sbornik ot bǎlgarski narodni umotvorenija, čast vtora (Band 8, S. 248, Nr. 134).